# Theodor Schieder
Theodor Schieder, né le 11 avril 1908 à Oettingen (Bavière) et mort le 8 octobre 1984 à Cologne, est un historien allemand.

## Biographie
Theodor Schieder a étudié l'histoire, de 1928 à 1933, avec notamment le professeur Hans Rothfels. Il obtint son doctorat avec sa thèse sur Le Parti progressiste-allemande en Bavière et la question allemande.
En 1937, il est membre du parti nazi. Comme d'autres historiens allemands, de l'entre deux guerres, il était pour la révision du Traité de Versailles et la germanisation des territoires allemands situés en Europe orientale.
De 1942 à 1945, il enseigna comme professeur d'histoire à l'université de Königsberg, située en province de Prusse-Orientale, et à partir de 1948 jusqu'à sa retraite en 1976, il enseigna à l'université de Cologne.
Après la Seconde Guerre mondiale, il fut, avec son collègue Werner Conze, les deux plus influents historiens allemands de l'après-guerre. Il aborda les thèmes de recherche sur l'« histoire du peuple » et l'« histoire sociale ».
De 1962 à 1964, Theodor Schieder fut Recteur de l'université de Cologne. En 1965 il a mis en place le département de recherche d'histoire. Il a également été président de la Commission historique de l'Académie bavaroise des sciences et président temporaire de l'Académie des sciences et des arts de Rhénanie du Nord-Westphalie.
En 1971, il a été décoré de l'ordre allemand Pour le mérite.
En 1972, il a reçu la médaille d'or de La Fondation Alexander von Humboldt.
Il a aussi reçu la croix de grand officier de l'ordre du Mérite de la République fédérale d'Allemagne (Großes Bundesverdienstkreuz mit Stern).

## Travaux
- 1940 : Deutscher Geist und ständische Freiheit im Weichselland, (L'esprit allemand et la liberté des pays de la Vistule)
- 1941 : Faschismus und Imperialismus in: Geschichte des italienischen Volkes, (Le fascisme et l'impérialisme dans: Histoire du peuple italien)
- 1952 : Der Typus in der Geschichtswissenschaft
- 1953/1954 : Bearbeitung d. Dokumentation: Vertreibung der Deutschen aus Ost- Mitteleuropa (traitement de la documentation: l'expulsion des Allemands de l'Est de l'Europe centrale (1953-1961))
- 1961 : Das deutsche Kaiserreich von 1871 als Nationalstaat (L'Empire allemand de 1871 comme un État national)
- 1962 : Begegnungen mit der Geschichte (Rencontres avec l'Histoire)
- 1965/1968 : Geschichte als Wissenschaft (L'histoire comme science)
- 1958/1970 : Staaten und Gesellschaft (État et société)
- 1968 : Handbuch der europäischen Geschichte (Manuel de l'histoire européenne)
- 1983 : Friedrich der Große (Frédéric le Grand)